# Zeine Ould Zeidane
 (novembre 2019).
Si vous disposez d'ouvrages ou d'articles de référence ou si vous connaissez des sites web de qualité traitant du thème abordé ici, merci de compléter l'article en donnant les références utiles à sa vérifiabilité et en les liant à la section « Notes et références ».
Zeine Ould Zeidane (en arabe : الزين ولد زيدان), né en 1966 à Tamchekett, est un mathématicien, économiste et homme d'État mauritanien. Il est candidat à l’élection présidentielle mauritanienne de 2007 où il arrive en troisième position plus de 15 % des voix. Il est nommé le 21 avril 2007, Premier ministre par le président élu Sidi Ould Cheikh Abdallahi, et démissionne le 6 mai 2008.

## Biographie
Il suit ses études primaires et secondaires à Nouakchott où il obtient le baccalauréat série mathématiques. Il poursuit ses études supérieures à l’université de Nice et obtient en 1995 un doctorat en mathématiques appliquées  et un DEA en économie. Il exerce la fonction d’enseignant chercheur pendant une année dans cette même université avant de rentrer en Mauritanie.
Il débute alors une carrière d’Enseignant à l’université de Nouakchott avant de s’orienter en 1997 vers le secteur privé bancaire. Ainsi, durant une année, il assure la fonction de chef du département « trésorerie et change » au sein de la Générale de Banques de Mauritanie (GBM).
En 1998, Zeine ould Zeidane est nommé coordinateur de la Cellule d’analyse et de synthèse économique au Ministère des Affaires économiques et du Développement. Il élabore alors plusieurs notes d’orientation et articles sur des questions clé du développement : notes sur la conjoncture économique nationale et internationale, rapport annuel économique et social, développement d’un sous modèle « Education », développement du modèle de l’économie mauritanienne (MEMAU), mise en place d’un bloc « pauvreté » faisant le lien entre la croissance, l’inégalité et la pauvreté[réf. nécessaire].
En 2000, il rejoint le bureau de la Banque mondiale à Nouakchott comme économiste. Il contribue à la préparation du premier CSLP et participe activement aux missions conjointes Banque mondiale/ Fonds monétaire international sur le suivi du programme économique. Il appuie également la préparation de deux réformes liées au secteur des télécommunications et de la poste et au secteur de l’eau, l’assainissement et l’énergie[réf. nécessaire].
En janvier 2002, Zeine Ould Zeidane est nommé Coordinateur du Centre mauritanien d’Analyse de politiques (CMAP) dont la tutelle est assuré par le ministère des Affaires économiques et du Développement. Pendant plus de deux ans, il mettra à profit sa connaissance des questions de développement pour lancer une réflexion autour de certaines thématiques et en améliorer l’analyse, au profit des départements techniques[réf. nécessaire].
Il sera ensuite promu Conseiller économique du Président Maaouiya Ould Sid'Ahmed Taya,  avant d’être nommé Gouverneur de la Banque centrale de Mauritanie en juillet 2004, fonction qu’il assurera jusqu’en septembre 2006.
Candidat à l’élection présidentielle mauritanienne de 2007, il arrive en troisième position plusde 15 % des voix. Au second tour, il apporte son soutien à Sidi Ould Cheikh Abdallahi, vainqueur de l’élection. Il est nommé premier ministre le 20 avril 2007.
Yahya Ould Ahmed El Waghef lui a succédé le 7 mai 2008.
Il a été nommé le 5 mars 2012 au poste de haut conseiller au sein du FMI.